# 埃科穆瓦
埃科穆瓦（法語：Écommoy，法語發音：[ekɔmwa]），法国西北部城市，卢瓦尔河地区大区萨尔特省的一个市镇，隶属于勒芒区，其市镇面积为28.5平方公里，2022年1月1日时人口数量为4,818人，在法国城市中排名第2,336位。
埃科穆瓦位于萨尔特省中南部，是一个区域性的中心城市，也是勒芒南部的一个远郊卫星城，通过A28高速公路和图尔－勒芒铁路连接勒芒市区。

## 地名来源
“埃科穆瓦”一名最初于公元642年以“Iscomodiacus”的形式记载于圣阿杜安主教的遗嘱中，其名称来源于公元1世纪时当地一位名叫“Scommodius”的封建贵族。

## 历史
高卢时期，一条南北走向的道路由此通过。公元1世纪时，一位名叫“Scommodius”的贵族在此修建了庄园。中世纪时，埃科穆瓦长期为一处普通村落。1594年，当地的领主博维尔的阿尔诺（Arnaud de Beauville）创建了地方集市，此后埃科穆瓦逐渐发展成为一个区域性的商业中心。法国大革命后，埃科穆瓦成为萨尔特省的一个市镇。1858年，连接图尔和勒芒之间的铁路由此通过并建成运营。

## 地理

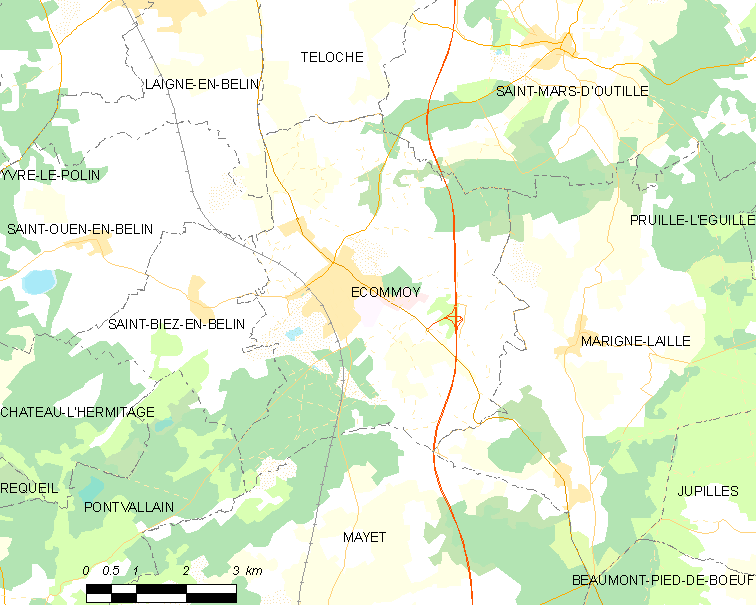
埃科穆瓦市镇范围地图

埃科穆瓦位于法国西北部，卢瓦尔河地区大区东北部和萨尔特省中南部，距离省会勒芒大约20公里。与埃科穆瓦接壤的市镇包括：马里涅拉耶、马耶、蓬瓦兰、圣马尔杜蒂耶。

### 地形
埃科穆瓦位于贝利努瓦地区，境内以丘陵为主，地势自西南向东北缓慢抬升，全境海拔在62到168米之间。

### 水文
埃科穆瓦属于卢瓦尔河流域，其市镇范围南部有一处天然水塘。

### 植被
埃科穆瓦属于温带落叶林区，林地主要分布于市镇范围内的东部和南部。
在鲜花城市的评比中，埃科穆瓦暂未被评级。

### 气候
埃科穆瓦在柯本气候分类法中属于温带海洋性气候。

## 行政区划
埃科穆瓦是法国卢瓦尔河地区大区萨尔特省的一个市镇，编号为72124。埃科穆瓦隶属于勒芒区和萨尔特省第一选区，管理埃科穆瓦县，同时也是奥雷德贝尔塞-贝利努瓦市镇公共社区的办公驻地。
法国国家统计与经济研究所（简称）在进行数据统计时，将包括埃科穆瓦在内的周边共122个市镇划为勒芒城市区。自2020年起，勒芒城市区被包含144个市镇的埃科穆瓦城市辐射区代替。此外，还将埃科穆瓦市镇分为了两个“块区”（IRIS），以便于统计人口分布情况。

## 交通

### 公路
A28高速公路经过埃科穆瓦市区东部，通过25号出入口连接市区，此外多条萨尔特省省道在埃科穆瓦境内交汇。卢瓦尔河地区大区下属的城际客运提供217号线巴士线路，可前往省会勒芒。
2017年，80.6%的埃科穆瓦家庭拥有至少一辆私人汽车。2019年，埃科穆瓦境内共发生各类交通事故7起，造成1人遇难，7人受伤。

### 铁路
埃科穆瓦位于图尔－勒芒铁路上。埃科穆瓦站位于市区西部，停靠往返于勒芒和图尔一线的区域列车，部分车次可向北延伸至阿朗松或卡昂。

### 航空
距离埃科穆瓦最近的民用航空站为昂热机场和图尔机场，距离埃科穆瓦市中心的公路里程均约64公里。

### 城市公共交通
埃科穆瓦暂无城市公共交通系统。

## 政治
埃科穆瓦的现任市长为塞巴斯蒂安·古耶先生（Sébastien Gouhier），他是民主运动的一名成员，在2020年的市政选举中获得了51.18%的支持率。
在2017年的法国总统大选中，法国第25任总统埃马纽埃尔·马克龙在埃科穆瓦获得了55.33%的支持率。

## 人口
2018年，埃科穆瓦市镇人口数量为4,710，在法国排名第2,336位。其中男性2,214人，女性2,463人，75岁及以上人口占9.8%，外籍人口数量为767人，人口密度为165人/平方公里，当地居民被称为（男性）或（女性）。2019年，埃科穆瓦境内出生44人，死亡人口47人。
| 年份   | 1936  | 1946  | 1954  | 1962  | 1968  | 1975  | 1982  | 1990  | 1999  | 2004  | 2009  | 2014  | 2018  |
| ------ | ----- | ----- | ----- | ----- | ----- | ----- | ----- | ----- | ----- | ----- | ----- | ----- | ----- |
| 人口數 | 3,529 | 3,773 | 3,745 | 3,765 | 3,810 | 4,069 | 4,148 | 4,235 | 4,316 | 4,495 | 4,666 | 4,648 | 4,710 |

## 经济
埃科穆瓦是一个区域性的中心城市，当地共有各类用人单位509家，平均历史为18年，其中99.64%为中小型企业（PME）。（汽修）、（大型零售）及（玩具生产）是当地2019年营业额最高的三个企业，分别为52,906,221欧元、47,999,550欧元和6,277,907欧元。

## 财政收入
2019年，埃科穆瓦的财政收入总额为4,308,130欧元，财政支出总额为3,497,120欧元，当年的债务总额为3,167,260欧元。2020年，埃科穆瓦共获得1,136,395欧元的国家财政补助，比上一年增加了0.09%。
2017年，埃科穆瓦的人均月收入总额为2,006欧元，其中高级职员为3,643欧元，低于法国平均水平（4,214欧元）；中级职员为2,252欧元，低于法国平均水平（2,353欧元）；普通职员为1,617欧元，亦低于法国平均水平（1,690欧元）。
2017年，埃科穆瓦境内的青壮年（15至64岁）失业率为10.5%，当地48.4%的家庭拥有纳税资格，平均纳税1,902欧元，低于法国平均水平（3,888欧元）。

## 社会事务

### 教育
埃科穆瓦属于南特学区。截止2019年1月1日，埃科穆瓦境内共有1所幼儿园、2所小学和1所初级中学。2018至2019学年度，埃科穆瓦境内共有在校中等教育阶段学生637名。

### 医疗
截止2019年1月1日，埃科穆瓦境内共有全科医生6名、保健师5名、牙医1名、护士5名和助产士1名。境内共有药房2家、养老院2家。
埃科穆瓦是勒芒中心医院的服务范围，后者是法国的一个区域性医疗机构，其主病区位于勒芒市区，设有床位1,660个，是当地规模最大的公立综合性医院。

### 住房
2017年，埃科穆瓦境内共有各类住房2,361套，其中83.6%为独立式居民区，15%为集中式居民区。常住房屋占埃科穆瓦市镇范围内居民建筑总量的90.1%。
在住房保障政策方面，2017年，埃科穆瓦境内共有338户家庭获得了住房经济补助，受益人数占总人口数量的7.2%，其中311份为房租补助。

### 商业
2019年，埃科穆瓦境内共有各类实体商铺106家，其中餐厅14家、大型超市3家、杂货店1家、面包房4家、肉铺3家、书店2家、装饰品店2家、银行门店6家、美容美发店6家、汽车维修店7家。市区北部建有Hyper U大型购物超市。

### 体育
2019年，埃科穆瓦境内共有2家游泳池、1间体育馆、5处网球场以及2处足球或橄榄球场。
埃科穆瓦足球俱乐部是当地的一支足球队，成立于1921年，2020至2021赛季参加卢瓦尔河地区大区足球联赛。

### 环境
埃科穆瓦的环境事务由其所属的公共社区负责。2019年，埃科穆瓦境内共有1家污染企业。

### 治安
2019年，埃科穆瓦市镇范围内有1处宪兵队。
2014年，埃科穆瓦及附近地区共发生各类案件5,188起，其中盗窃类案件3,390起，经济类案件643起，毒品交易类案件80起。

## 文化

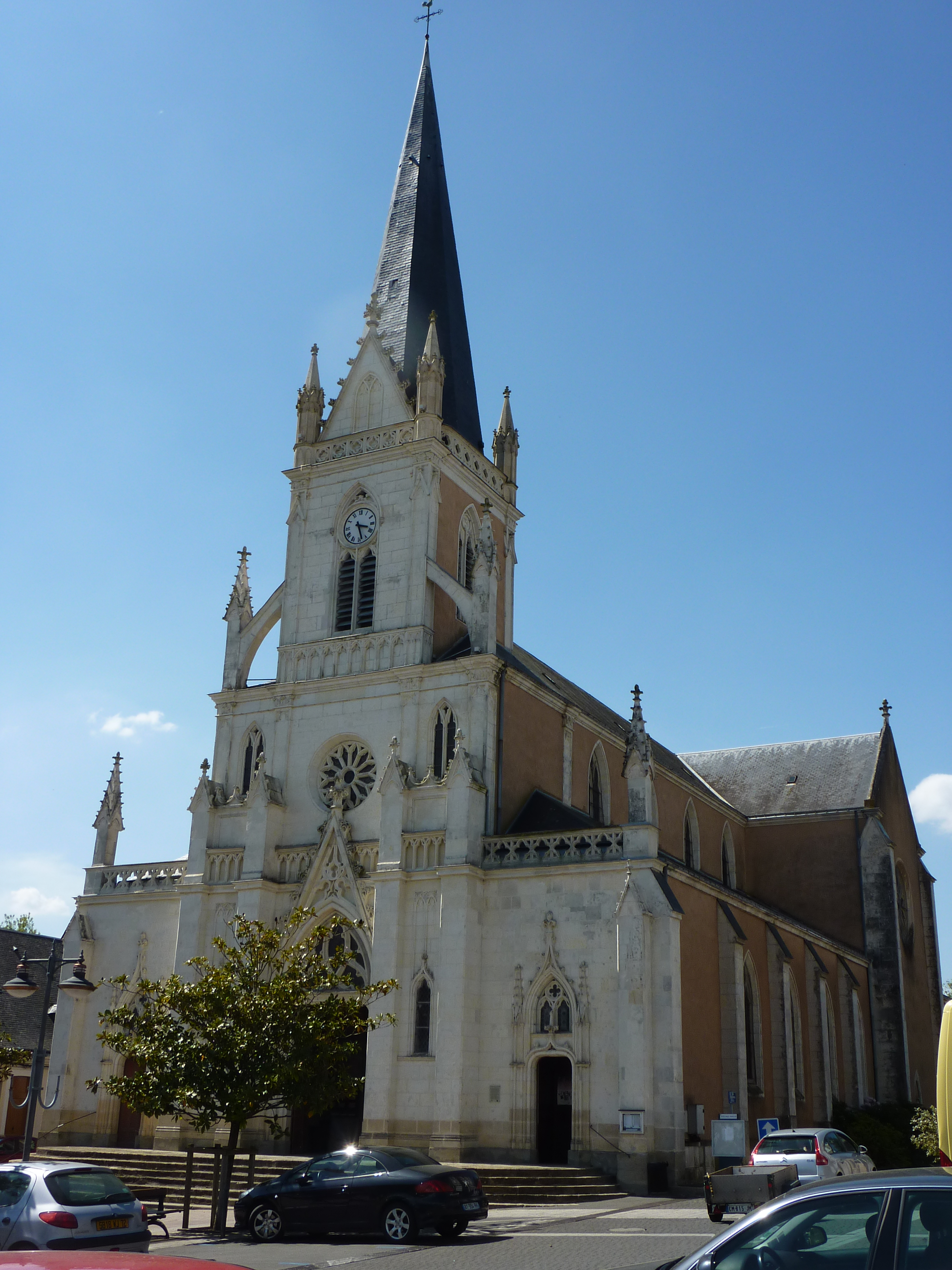
圣马丁教堂

2019年，埃科穆瓦境内暂无任何文化设施。埃科穆瓦市政府提供多媒体中心，向公众全年开放。

### 建筑
埃科穆瓦境内有多处历史建筑，其中埃科穆瓦圣马丁教堂为法国国家文物保护单位。

### 旅游
埃科穆瓦的旅游事务由其所属的公共社区负责。2020年，埃科穆瓦境内有1个露营地，可容纳共50辆露营车。

### 媒体
法国主要的媒体均可在埃科穆瓦接收，法国电视三台下属的卢瓦尔河地区大区频道在部分时段播出埃科穆瓦所属区域的地方新闻。

## 友好城市
截至2021年4月，埃科穆瓦共与一座城市互为友好城市关系：
- 德国 施图尔